# Macrorrhyncha guichardi
Macrorrhyncha guichardi is een muggensoort uit de familie van de Keroplatidae. De wetenschappelijke naam van de soort is voor het eerst geldig gepubliceerd in 1994 door Chandler.